# Danxia Shan
Das Danxia-Gebirge bzw. Danxia Shan  (丹霞山) ist ein Gebirge im Süden des Kreises Renhua, der zur bezirksfreien Stadt Shaoguan im Norden der chinesischen Provinz Guangdong gehört.
Das Gebirge ist aus rotem Sandstein geformt, der mit der Zeit zu vielen ungewöhnlichen Felsformen erodiert ist. Berühmt sind eine Yangyuanshi-Felssäule, die einem Phallus ähnelt, und eine Yinyuanshi-Höhlung, die einer Vulva ähnelt.
Der höchste der drei Gipfel ist der Baozhu Feng, die anderen heißen Changlao und Hailuo. Im Zentrum des Gebietes liegt der Xianglong-See.
Die Danxia-Shan-Region steht auf den Listen der staatlichen chinesischen Naturschutzgebiete, der Nationalparks und der Geoparks, und ist seit 2004 auch ein Geopark des Global Network of National Geoparks der UNESCO (seit 2015 UNESCO Global Geopark).